# نقطه (روستا)
نقطه به عربی ( النَقطَة )، روستایی است در دهستان ناحیه از توابع استان شبوه در کشور یمن در شبه جزیره عربستان.

## جمعیت
جمعیت آن (۱۲۰) نفر (۱۱ خانوار) می‌باشد.